# Tea Benčić Rimay
Tea Benčić Rimay (Sisak, 6. prosinca 1956. − Sisak, 9. prosinca 2009.), hrvatska je pjesnikinja, esejistica i književna teoretičarka, jedna od vodećih hrvatskih stručnjakinja za suvremeno hrvatsko pjesništvo.
Tea Benčić Rimay rođena je 1956. u Sisku. Na Filozofskom fakultetu u Zagrebu diplomirala je 1980. jugoslavenske jezike i književnosti i komparativnu književnost, a na istom je fakultetu magistrirala 1987. i doktorirala 1998. s disertacijom o pjesmi u prozi. Od 1999. predavala je hrvatski jezik na Visokoj učiteljskoj školi u Petrinji, gdje je bila izabrana u zvanje docenta.
Tijekom znanstvene i pedagoške karijere objavila je tridesetak rasprava, znanstvenih i stručnih radova, u kojima se pretežno bavi jezičnom i teorijskom analizom poezije te problemima usustavljivanja suvremene hrvatske poezije, proze i esejistike. Kao književna kritičarka i esejistica pisala je gotovo o svim važnijim suvremenim hrvatskim pjesnicima, a za tisak je priredila i popratila predgovorom zbirke izabranih pjesama Dobriše Cesarića, Slavka Mihalića, Nikole Milićevića, Božice Jelušić, Dražena Katunarića, Tina Ujevića. Autorica je više zbirki poezije i eseja te sastavljačica nekoliko antologija. Bila je članica uredništva časopisa Europski glasnik i Relations.
Važnija znanstvena i književna djela su joj: Zidovi i zvijezde: semantička suglasja Slavka Mihalića (1997), Pjesma u prozi – poetika i primjeri (1997), Reci mi kakav ti je svijet, reći ću ti kakav si pjesnik. Eseji o suvremenoj hrvatskoj poeziji (2002), Sipine kosti (poezija, 2003), Petnaest hodočasnica. Antologija 15 hrvatskih pjesnikinja dvadesetog stoljeća (2004), te Mi smo mjesečari. Smjernice suvremene hrvatske poezije (2007), Nesvjestice (roman, 2009).
Dobitnica je nagrade za ukupan doprinos hrvatskom pjesništvu 2010., postumno, na Kvirinovim poetskim susretima.